# Địa lý Tây Ban Nha

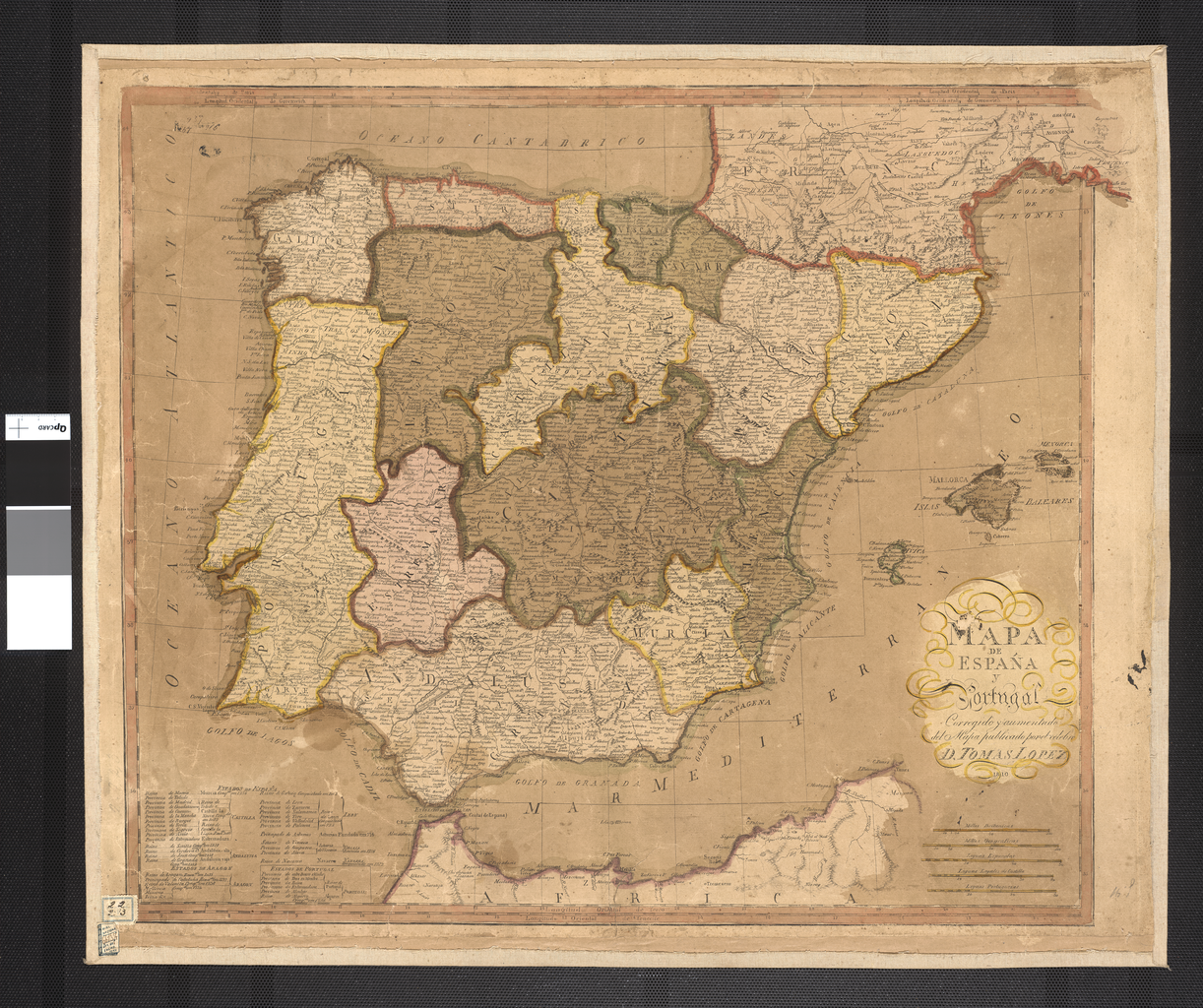
Bản đồ của Tây Ban Nha và Bồ Đào Nha, đã hiệu đính và được thêm từ bản đồ đăng bởi D. Tomas Lopez. Năm 1810.

Tây Ban Nha nằm ở phía tây nam của châu Âu và chiếm khoảng 84% diện tích bán đảo Iberia. Nó có tổng diện tích là 504.782 km2 (194.897 dặm vuông Anh), trong đó 499.542 km2 (192.874 dặm vuông Anh) là đất liền và 5.240 km2 (2.023 dặm vuông Anh) là mặt nước. Tây Ban Nha nằm giữa vĩ độ 26° đến 44° bắc, và 19° tây đến 5° đông. Quốc gia này sở hữu một bờ biển thuộc Đại Tây Dương dài 710 km (441 mi). Dãy núi Pyrenees kéo dài 435 km (270 mi) từ Địa Trung Hải đến vịnh Biscay. Phần tận cùng phía nam của Tây Ban Nha là eo biển Gibraltar, chia cắt Tây Ban Nha cùng phần còn lại của châu Âu với Maroc ở Bắc Phi; phần hẹp nhất của eo biển này chỉ có 13 km (8,1 mi).
Ngoài bán đảo Iberia, còn một số lãnh thổ của Tây Ban Nha như quần đảo Balearic trong Địa Trung Hải, quần đảo Canary ở phía tây nam, cách bờ biển miền Nam Maroc khoảng hơn 100 km, và 5 vùng chủ quyền ở hải ngoại thuộc bờ biển của Maroc: Ceuta, Melilla, Islas Chafarinas, Peñón de Alhucemas, và Peñón de Vélez de la Gomera.